# Coppa Placci
A Coppa Placci foi uma corrida de ciclismo italiana de um dia que se disputava na região de Imola e seus arredores como San Marino, no mês de setembro. Deve o seu nome a Antonio Placci, ciclista italiano nascido em Imola e falecido em 1921.
Criada em 1923, tem tido muitos períodos nos que não se disputou: entre 1929 e 1945 e entre 1954 e 1961. Desde a criação dos Circuitos Continentais UCI em 2005 fez parte do UCI Europe Tour, enquadrada na categoria 1.hc (anteriormente foi 1.1). A última edição profissional em 2009 foi válido como o Campeonato da Itália em Estrada.A edição do 2010 foi para amadores. Em 2011 teve uma tentativa de recuperá-la para profissionais, na categoria 1.1, ainda que finalmente não se disputouref>Coppa Placci (cancelled)-30/07/2011</ref> fundindo-se finalmente com o Giro de la Romagna renomeando-se essa corrida por Giro della Romagna-Coppa Placci.

## Palmarés
| Ano                                 | Vencedor                   | Segundo               | Terceiro                 |
| ----------------------------------- | -------------------------- | --------------------- | ------------------------ |
| 1923                                | Enea Dal Fiume             | Gianluca Randazzo     | Antonio Montevecchi      |
| 1924                                | Emilio Petiva              | Enea Dal Fiume        | Antonio Candici          |
| 1925                                | Emilio Petiva              | Domenico Piemontesi   | Battista Gilli           |
| 1926                                | Ermanno Vallazza           | Enea Dal Fiume        | Mario Pomposi            |
| 1927                                | Aleardo Simoni             | Aristide Cavallini    | Giuseppe Pancera         |
| 1928                                | Pietro Fossati             | Allegro Grandi        | Adolfo Martelli          |
| 1929-1945 edições não realizadas    |                            |                       |                          |
| 1946                                | Nedo Logli                 | Ezio Cecchi           | Pietro Ferrari           |
| 1947 edição não realizada           |                            |                       |                          |
| 1948                                | Luigi Casola               | Italo De Zan          | Ubaldo Pugnaloni         |
| 1949                                | Renzo Soldani              | Virgilio Salimbeni    | Danilo Barozzi           |
| 1950                                | Giacomo Zampieri           | Leo Castellucci       | Andrea Carrea            |
| 1951-1952 edições não realizadas    |                            |                       |                          |
| 1953                                | Luciano Maggini            | Danilo Barozzi        | Pasquale Fornara         |
| 1954-1961 edições não realizadas    |                            |                       |                          |
| 1962                                | Franco Cribiori            | Alcide Cerato         | Vendramino Bariviera     |
| 1963                                | Ercole Baldini             | Graziano Battistini   | Alcide Cerato            |
| 1964                                | Guido De Rosso             | Adriano Durante       | Bruno Fantinato          |
| 1965                                | Michelle Dancelli          | Italo Zilioli         | Adriano Passuello        |
| 1966                                | Felice Gimondi             | Aldo Pifferi          | Italo Zilioli            |
| 1967                                | Luciano Armani             | Michelle Dancelli     | Adriano Durante          |
| 1968 edição cancelada por mau tempo |                            |                       |                          |
| 1969                                | Roberto Ballini            | Roger Kindt           | Gianfranco Bianchin      |
| 1970                                | Ugo Colombo                | Giacinto Santambrogio | Franco Bitossi           |
| 1971                                | Ugo Colombo                | Tomas Pettersson      | Giancarlo Polidori       |
| 1972                                | Roger De Vlaeminck         | Marcello Bergamo      | Davide Boifava           |
| 1973                                | Italo Zilioli              | Fabrizio Fabbri       | Enrico Maggioni          |
| 1974                                | Roger De Vlaeminck         | Francesco Moser       | Eddy Merckx              |
| 1975                                | Francesco Moser            | Franco Bitossi        | Felice Gimondi           |
| 1976                                | Fausto Bertoglio           | Francesco Moser       | Pierino Gavazzi          |
| 1977                                | Marino Basso               | Giuseppe Saronni      | Pierino Gavazzi          |
| 1978                                | Gianbattista Baronchelli   | Roberto Ceruti        | Carmelo Barone           |
| 1979                                | Giovanni Battaglin         | Stefano D'Arcangelo   | Bernt Johansson          |
| 1980                                | Giovanni Battaglin         | Wladimiro Panizza     | Silvano Contini          |
| 1981                                | Alfio Vandi                | Palmiro Masciarelli   | Marino Amadori           |
| 1982                                | Alfredo Chinetti           | Bruno Leali           | Emanuele Bombini         |
| 1983                                | Marino Amadori             | Davide Cassani        | Alfio Vandi              |
| 1984                                | Acácio da Silva            | Vittorio Algeri       | Franco Chioccioli        |
| 1985                                | Silvano Contini            | Bruno Leali           | Tullio Cortinovis        |
| 1986                                | Guido Bontempi             | Bruno Leali           | Gianbattista Baronchelli |
| 1987                                | Massimo Ghirotto           | Pierino Gavazzi       | Gianni Bugno             |
| 1988                                | Pierino Gavazzi            | Giuseppe Saronni      | Maurizio Fondriest       |
| 1989                                | Claudio Chiappucci         | Franco Ballerini      | Camillo Passera          |
| 1990                                | Mauro Gianetti             | Bruno Cenghialta      | Maurizio Piovani         |
| 1991                                | Laurent Dufaux             | Ivan Gotti            | Éric Caritoux            |
| 1992                                | Johan Bruyneel             | Claudio Chiappucci    | Davide Cassani           |
| 1993                                | Maximilian Sciandri        | Giorgio Furlan        | Piotr Ugrumov            |
| 1994                                | Angelo Lecchi              | Francesco Casagrande  | Giorgio Furlan           |
| 1995                                | Francesco Casagrande       | Davide Cassani        | Massimo Donati           |
| 1996                                | Andrea Tafi                | Luc Leblanc           | Richard Virenque         |
| 1997                                | Beat Zberg                 | Mirko Celestino       | Alessandro Baronti       |
| 1998                                | Mauro Zanetti              | Mirko Celestino       | Massimo Donati           |
| 1999                                | Mirko Celestino            | Sergio Barbero        | Francesco Casagrande     |
| 2000                                | Francesco Casagrande       | Davide Rebellin       | Michele Bartoli          |
| 2001                                | Paolo Bettini              | Gianni Faresin        | Eddy Mazzoleni           |
| 2002                                | Matteo Tosatto             | Gianluca Bortolami    | Davide Rebellin          |
| 2003                                | Danilo Di Luca             | Davide Rebellin       | Oscar Camenzind          |
| 2004                                | Leonardo Bertagnolli       | Davide Rebellin       | Filippo Simeoni          |
| 2005                                | Paolo Valoti               | Kim Kirchen           | Mijailo Jalilov          |
| 2006                                | Rinaldo Nocentini          | Emanuele Sella        | Raffaele Ferrara         |
| 2007                                | Alessandro Bertolini       | Andrei Kunitski       | Volodymyr Zagorodniy     |
| 2008                                | Luca Paolini               | Enrico Gasparotto     | Mauro Finetto            |
| 2009                                | Filippo Pozzato            | Damiano Cunego        | Luca Paolini             |
| 2010                                | Francesco Manuel Bongiorno | Moreno Moser          | Gianluca Randazzo        |

Nota: As edição 2009 foi também usada como prova do Campeonato da Itália de Ciclismo em Estrada desse ano

## Palmarés por países
| País       | Vitórias |
| ---------- | -------- |
| Itália     | 52       |
| Bélgica    | 3        |
| Suíça      | 3        |
| Portugal   | 1        |
| Suspendida | 1        |